# Joseph C. Phillips
Joseph Connor Phillips, noto con il nome di Joseph C. Phillips (Denver, 17 gennaio 1962), è un attore statunitense.
Ha interpretato Martin Kendall dal 1989 al 1991 nella sitcom I Robinson e dal 1994 al 1998 Justus Ward nella soap opera General Hospital.

## Filmografia

### Cinema
- Beat Street, regia di Stan Lathan (1984) – Non accreditato
- Strictly Business, regia di Kevin Hooks (1991)
- Let's Talk About Sex, regia di Troy Byer (1998)
- A Fare to Remember, regia di James Yukich (1999)
- Church, regia di Foster V. Corder e Cory King (2010)
- Boogie Town, regia di Chris Stokes (2012)
- Dispatch, regia di Craig Moss (2016)
- Un amore malato (He's Watching), regia di Steven Brand (2018)
- Un ragazzo quasi perfetto (Lies For Rent), regia di Monika Lynn Wesley (2020)

### Televisione
- Aspettando il domani (Search for Tomorrow) – serie TV, 31 episodi (1985)
- I Robinson (The Cosby Show) – serie TV, 21 episodi (1985-1991)
- Hothouse (1988)
- American Playhouse – serie TV, un episodio 8x01 (1989)
- Un uomo chiamato Falco (A Man Called Hawk) – serie TV, episodio 1x08 (1989)
- Tutti al college (A Different World) – serie TV, episodio 3x05 (1989)
- Basic Values: Sex, Shock & Censorship in the 90's, regia di David Jablin (1993)
- Martin – serie TV, episodio 3x17 (1995)
- General Hospital – serie TV, 13 episodi (1995-2004)
- Living Single – serie TV, episodio 4x04 (1996)
- The Larry Sanders Show – serie TV, episodio 5x10 (1997)
- Port Charles – serie TV, 6 episodi (1997)
- Da un giorno all'altro (Any Day Now) – serie TV, episodio 2x08 (1999)
- Perfect Murder, Perfect Town: JonBenét and the City of Boulder – Miniserie (2000)
- City of Angels – serie TV, episodio To Halve or Halve Not (2000)
- Popular – serie TV, episodio 2x07 (2000)
- Midnight Blue, regia di Bobby Mardis (2000)
- Strepitose Parkers – serie TV, episodio 2x12 (2001)
- The King of Queens – serie TV, episodio 3x20 (2001)
- Giudice Amy (Judging Amy) – serie TV, episodio 3x05 (2001)
- V.I.P. (V.I.P. (Vallery Irons Protection)) – serie TV, episodio 4x09 (2001)
- The District – serie TV, 9 episodi (2002-2003)
- Las Vegas – serie TV, episodi 2x03 e 2x24 (2004-2005)
- Jack & Bobby – serie TV, episodio 1x18 (2005)
- Crazy, regia di Allison Liddi-Brown (2005)
- Senza traccia (Without a Trace) – serie TV, 4 episodi (2005-2006)
- Vanished – 9 episodi (2006)
- Getting Played, regia di David Silberg (2006)
- Ghost Whisperer - Presenze (Ghost Whisperer) – serie TV, episodio 3x04 (2007)
- Bones – serie TV, episodio 4x09 (2008)
- Febbre d'amore (The Young and the Restless) – serie TV, 4 episodi (2008-2019)
- Castle – serie TV, episodi 1x07-1x08 (2009)
- La vita segreta di una teenager americana (The Secret Life of the American Teenager) – serie TV, episodio 2x15 (2010)
- The Mentalist – serie TV, episodio 2x14 (2010)
- The Event – serie TV, episodi 1x01 e 1x02 (2010)
- NCIS - Unità anticrimine (NCIS) – serie TV, episodio 14x07 (2016)
- NCIS: Los Angeles – serie TV, episodio 9x04 (2017)
- Tredici (13 Reasons Why) – serie TV, 20 episodi (2017-2020)
- SEAL Team – serie TV, episodio 1x18 (2018)
- Alone Together – serie TV, un episodio (2018)
- Le regole del delitto perfetto (How to Get Away with Murder) – serie TV, episodio 5x05 (2018)
- The Rookie – serie TV, episodio 1x18 (2019)
- The Resident – serie TV, episodio 3x15 (2020)
- Criminal Minds – serie TV, episodi 15x07, 15x08 e 15x09 (2020)
- Good Trouble – serie TV, un episodio (2021)

## Doppiatori italiani
Nelle versioni in italiano delle opere in cui ha recitato, Michael Weston è stato doppiato da:
- Massimo De Ambrosis ne I Robinson
- Antonio Sanna in The District
- Simone Mori in Ghost Whisperer - Presenze
- Stefano Mondini in Castle
- Alberto Angrisano in NCIS - Unità anticrimine
- Andrea Lavagnino in NCIS: Los Angeles
- Marco Balzarotti in Tredici
- Paolo Maria Scalondro in Le regole del delitto perfetto
- Walter Rivetti in The Rookie
- Gianluca Machelli in The Resident
- Alessandro Ballico in Criminal Minds